# Свети Атанасий (Старо Омур бей)
Вижте пояснителната страница за други значения на Свети Атанасий.
„Свети Атанасий“ (на гръцки: Αγίου Αθανασίου) е православна църква в сярското село Омур бей (Кастанохори), Егейска Македония, Гърция. Част е от Сярската и Нигритска епархия на Вселенската патриаршия. Църквата е енорийски храм на селото.
Църквата е разположена в старото село, високо в Орсовата планина (Кердилио). Изградена е през XIX век. По време на Гражданската война в 1947 - 1949 година селото е напълно разрушено. В 1987 - 1989 година църквата е възстановена заедно със съседната „Рождество Богородично“ от заселели се в старото село понтийски гърци, върнали се от Германия.